# Comuna Gundsø
Gundsø (Gundsø Kommune) a fost o comună din comitatul Roskilde Amt, Danemarca, care a existat între anii 1970-2006. Comuna avea o suprafață totală de 63,52 km² și o populație de 15.749 de locuitori (în 2005), iar din 2007 teritoriul său face parte din comuna Roskilde.
1. ↑  Danske borgmestre 1970-2018 (PDF)